# 長野じゅりあ
長野 じゅりあ（ながの じゅりあ、1996年2月10日 - ）は、日本の女優、タレント、YouTuber、空手家、プロレスラー、看護師。糸東流空手道二段。島根県出身。

## 経歴
5歳から空手を始め、各少年少女空手大会の女子形で優勝、2位、敢闘賞等と毎回上位入賞の実績を持つ。2006年に開催された「第5回糸東流空手世界選手権大会 形の部 9歳～10歳 女子3級以上」にて優勝。
オーディションで600人余りの中から選出され、『サルベージ・マイス』でヒロイン・マイス役の谷村美月と行動を共にすることになる女子高生空手家・宇佐木美緒役で映画初出演する。夢は世界一のアクション俳優になることであった。その後、監督の紹介などで特撮番組などに動ける女優として出演。その後は看護師をしながらエイジアプロモーションに所属。芸能界にも復帰し、TikTok内で美人空手家として人気を集めている。
2021年10月5日発売の『FLASH』で初の水着グラビア撮影を経験。

## プロレス
2022年1月5日、東京女子プロレス・後楽園大会でプロレスデビューを発表。2月4日、ABEMA「DDTの木曜The NIGHT」に出演。同年3月19日の東京女子プロレス・両国国技館でのプロレスラーデビューを改めて発表した。同年3月8日の記者会見ではコスチュームを発表。
3月19日、東京・両国国技館でのデビュー戦タッグマッチ（鈴芽、遠藤有栖組ｖｓ宮本もか、長野組）ではパートナーの宮本が敗れ黒星。以後の試合予定は決まっていなかったものの、試合後の会見で「負けたまま終わりたくないし、もっと強くなりたいなって思いました」と継続参戦を訴えた。その後、4月9日に「Still Incomplete '22」後楽園ホール大会でデビュー2戦目として山下実優を相手に玉砕した。
10月9日、TDCホール大会の対遠藤有栖・鳥喰かや戦で鳥喰より自力初勝利（パートナーは宮本もか）。
2023年1月29日、埼玉・春日部ふれあいキューブ大会で左手指を負傷、欠場となる。欠場期間中もWRESTLE UNIVERSE中継でのゲスト解説として興行に参加。
2024年1月9日、同年4月13日の東京・北沢タウンホール大会を最後に東京女子プロレスを卒業し、女優に専念することを発表した。

### 得意技
旋風脚
飛び回し蹴り。初勝利時のフィニッシャー。
じゅりあ乱舞
腹部への正拳突き・バックエルボー・裏拳打ち・左右の手刀打ち・胸部への正拳突きからブラジリアンキックに繋ぐコンビネーション。村田晴郎による実況時の呼び名。
各種蹴り
手刀打ち

### 入場曲
KUROOBI RANBU
作曲・編曲：typhonKAZ

## 人物
20歳で看護師となり三次救急に配属。大学病院の脳外科に週3日勤務していた。母も看護師で、救急看護認定看護師の資格を持つ。長野が看護師を目指したのは母の影響だという。また俳優復帰も医療系ドラマを見ていて「私ならリアルに演じられるのに」と思ったことに起因している。大学病院で7年間働いたのち、2024年には美容クリニックの美容皮膚科に勤務していることを明かしている。
中学時代にはのちのオリンピアンである清水希容と形での対戦経験がある。
グラビア撮影時（2021年）以降はスリーサイズを「T159・B80W60H86」と公表している。
プロレスデビューに際しては下半身と広背筋を中心に鍛えなおしており、肉付きもよくなったという。
女優・青野楓はオーディションで知り合った友人関係。フルコンタクト空手黒帯の青野からはプロレスデビューに際し、フルコンタクト空手の蹴りの痛み、また見栄えもする蹴り技を教示された。
プロレス界には同名の「ジュリア」がいるため、東京スポーツ紙上では「平仮名じゅりあ」と呼ばれている。
かき氷が好きであり、専用のInstagramのアカウントを開設している。

## 出演

### 映画
- サルベージ・マイス (2011年 ティ・ジョイ)  - 宇佐木美緒 役
- 地獄の花園(2021年、ワーナー・ブラザース映画)[21]
- ファースト・ミッション (2022年 疾風企画 - 秘書 役[22]
- 妖獣奇譚 ニンジャVSシャーク(2023年、エクストリーム)  - 沙代 役[23]

### MV
- GRANRODEO「Y・W・F」（2020年11月）
- 稲葉浩志「Chateau Blanc」（2024年7月）

### 広告
- コーセーマルホフォーマ「カルテHD」

### テレビ番組
- 人を見た目で判断するな! (2020年3月24日、フジテレビ)
- 5時に夢中! (2020年11月30日、TOKYO MX)
- ゆる系忍者隊 ニンスマン (2020年11月6日、テレビ朝日)
- 恋する36時間 (2021年3月13日、日本テレビ)
- 踊る!さんま御殿!!（2021年5月25日、日本テレビ）
- 実話怪談倶楽部（2021年8月6日、フジテレビONE）
- 万物トリセツショー（2021年8月16日、NHK）
- ゴッドタン（2021年8月29日、テレビ東京）
- ダウンタウンDX（2022年6月9日、読売テレビ）- ついついやっちゃう貧乏性芸能人SP
- 呼び出し先生タナカ（2022年11月27日、フジテレビ）[24]
- 知ってたつもり!?糖尿病のコト（2023年11月12日、BS12 トゥエルビ）[25]

### ラジオ
- オレたちゴチャ・まぜっ!〜集まれヤンヤン〜 (2020年4月26日 -2022年4月17日 、MBSラジオ) - ヤンヤンガールズ12、13期生

### テレビドラマ
- スーパー戦隊シリーズ
  - 非公認戦隊アキバレンジャー 第12話 (2012年6月22日、BS朝日) - 宇佐木美緒 役
  - 機界戦隊ゼンカイジャー 第4話 (2021年3月28日、テレビ朝日) - 新婦 役
- バトルキャッツ (2013年2月9日 -、NHKワンセグ2) - ミギ 役
- 病室で念仏を唱えないでください 第6話 (2020年2月28日、TBS)
- M 愛すべき人がいて 第5話 (2020年6月21日、テレビ朝日)
- 誰も知らない明石家さんま (2020年12月13日、日本テレビ)
- コントが始まる 第7話　(2021年5月29日、日本テレビ)
- ビッ友×戦士キラメキパワーズ!（2021年9月12日、テレビ東京）
- 連続ドラマW 眼の壁 第1話（2022年6月19日、WOWOW）
- セクシー田中さん 最終話（2023年12月24日、日本テレビ） - 村上佳奈 役
- SHOGUN’S NINJA-将軍乃忍者-（2025年3月21日〈予定〉、関西テレビ） - 柳生茜 役[26]

### オリジナルビデオ
- バーニングアクション スーパーヒロイン列伝38 銀河バウンティーハンター レニー (2021年2月26日、ZENピクチャーズ) - レニー 役

### DVD
- 第6回全日本少年少女空手道選手権大会ドキュメント 3〜6年生 形編 (2007年 CHAMP DVD) - 2007年3月21日に行われた大会に出場した長野じゅりあの試合が収録。